# David George (Radsportler)
David Harold George (* 23. Februar 1976 in Kapstadt) ist ein ehemaliger südafrikanischer Radrennfahrer.

## Sportliche Laufbahn
David George wurde 1997 bei den Straßen-Radweltmeisterschaften in San Sebastian Dritter beim Zeitfahren der Klasse U23. Ein Jahr später gewann er das Einzelzeitfahren der Commonwealth Games 1998 in Kuala Lumpur ebenfalls die Bronzemedaille. Daraufhin bekam er für die folgende Saison einen Profivertrag beim US-amerikanischen Radsportteam US Postal Service und wurde Teamkollege von Lance Armstrong. Da er dort keine guten Ergebnisse erzielen konnte, wechselte er nach zwei Jahren zu Tacconi Sport. 2002 wurde er mit CCC Polsat Dritter in der Gesamtwertung der Tour de Langkawi. 2003 wechselte er zum Team Barloworld und gewann den Giro del Capo in seiner Heimat. Im folgenden Jahr konnte er diesen Erfolg wiederholen und wurde südafrikanischer Straßenmeister. 2006 fuhr George für das spanische UCI Professional Continental Team Relax-GAM. Zu Beginn der Saison entschied er die Tour de Langkawi für sich. Später gewann er die Silbermedaille im Zeitfahren bei den Commonwealth Games und die südafrikanische Zeitfahrmeisterschaft. Seinen Sieg bei der Zeitfahrmeisterschaft wiederholte er im Folgejahr. Im Jahr 2008 wechselte er zum Team MTN, einem südafrikanischen Continental Team und erzielte einen Etappensieg beim Giro del Capo. Seit der Saison 2009 fuhr er für kleinere Teams ohne Registrierung beim Weltradsportverband UCI.
Dreimal – 1996, 2000 und 2008 – startete George bei Olympischen Spielen in verschiedenen Radsportdisziplinen. Seine beste Platzierung erreichte er 1996, als er in der Einerverfolgung auf der Bahn Rang 15 belegte.
Nachdem bei George schon zuvor verdächtige Auffälligkeiten bei den im Biologischen Pass gesammelten Werten bestanden, wurde am 29. August 2012 eine gezielte Dopingkontrolle vorgenommen, welche auf das Dopingmittel Erythropoetin positiv war. Hierauf wurde er von südafrikanischen Verband suspendiert und Anfang Dezember 2012 mit einer zweijährigen Sperre belegt. In der Folge stand David George der südafrikanischen Anti-Doping-Behörde SA Institute for Drug-Free Sport (Saids) für aufklärende Gespräche zur Verfügung und sprach sich öffentlich gegen Doping aus.

## Erfolge
2002
- Giro del Capo

2003
- Giro del Capo

2004
- Giro del Capo
- Südafrikanischer Meister – Straßenrennen

2006
- Tour de Langkawi
- Südafrikanischer Meister – Einzelzeitfahren

2007
- Südafrikanischer Meister – Einzelzeitfahren

2008
- Etappensieg Giro del Capo

## Teams
- 1999–2000 US Postal Service
- 2001 Tacconi Sport
- 2002 CCC Polsat
- 2003–2005 Team Barloworld
- 2006 Relax-GAM

...
- 2008 Team MTN
- 2009 MTN Cycling
- 2010 City Cycling and Athletic
- 2011 360 Life
- 2012 Nedbank 360